# Songgotu
Songgotu (mandžusky , čínsky v českém přepisu Suo-e-tchu, pchin-jinem Suǒ'étú, znaky zjednodušené 索额图, tradiční 索額圖; 1636–1703) byl mandžuský politik a státník v říši Čching za vlády císaře Kchang-si.

## Život
Songgotu se narodil roku 1636 jako třetí syn mandžuského státníka Sonina († 1667) z rodu Hešeri. Byl členem žluté korouhve. Jeho otec měl v říši Čching vysoké postavení, byl jedním ze čtyř regentů spravujících od roku 1661 říši místo nezletilého císaře Kchang-siho (císař v letech 1661–1722). Navíc se dcera Gabuly, staršího bratra Songgotua, roku 1665 stala manželkou císaře a císařovnou (císařovna Siao-čcheng-žen).
Songgotu zprvu sloužil v císařské tělesné stráži. Roku 1668 dostal úřad mladšího náměstka v ministerstvu státní správy, v červenci 1669 však rezignoval. V létě 1669 pomohl císaři odstranit posledního z regentů – Oboje, převzít vládu. a už v září 1669 byl jmenován velkým sekretářem (po Bamburšanovi popraveném za podporu Oboje) a současně kapitánem nově zřízené roty žluté korouhve. Podílel se na revizi pravdivých záznamů císaře Šun-č’ (císař v letech 1643–1661) a za odměnu roku 1672 dostal titul velkého učitele následníka trůnu.
Jako strýc císařovny měl velkou moc, získal velký majetek a po desetiletí byl po císaři nejvlivnější osobností čchingské vlády. Postupem doby jeho mocenská skupina oslabila ve prospěch frakce kolem Mingjua. Nepřátelé Songgotuovy kliky proti němu použili zemětřesení z 2. září 1679, údajně signalizující korupci a chyby na nejvyšších místech. Roku 1680 proto rezignoval na místo velkého sekretáře, zůstal však členem rady princů a vysokých úředníků, ale obdržel i několik pokárání. Roku 1683 byl kvůli prohřeškům svých bratrů Sin-jüa a Fa-paoa zbaven všech úřadů kromě kapitánství.
Roku 1686 byl jmenován komorníkem císařské tělesné stráže a po dvou letech jmenován do čela delegace (v níž byli také Tchung Kuo-kang, Maci a další) vyslané na jednání s Rusy do Selenginska. Diplomaté, doprovázení generálem Langtanem a 800 vojáky (průvod měl celkem 2000 mužů) vyrazili z Pekingu koncem května 1688. Začátkem července, již na mongolském území, začali potkávat mongolské uprchlíky z války s Džúngary. Songgotu zastavil cestu a 22. července dorazili kurýři z Pekingu odvolávající misi kvůli zmíněné válce. Podle zápisků čínského tajemníka výpravy Čang Pcheng-chea na výpravě zahynulo 900 mužů, 1000 velbloudů a 27 tisíc koní.
Roku 1689 vyslanci vyrazili znovu, tentokrát do Něrčinska. Vyrazili 13. června, k Něrčinska dorazili 31. července, s doprovodem větším než předešlého roku. Navíc po Amuru a Šilce přijelo vojsko Sabsua s nejméně třemi tisícovkami mužů a zásobami. Ruský vyslanec Fjodor Golovin dorazil 18. srpna (8. v ruském kalendáři). Po intenzivním vyjednávání vyslanci 7. září (27. srpna v ruském kalendáři) uzavřeli Něrčinskou mírovou smlouvu, která byla první smlouvou čínského státu s evropskou zemí. Za říši Čching podepsali Songgotu, Tchung Kuo-kang, Langtan, Bandarša, Sabsu, Mala a Unda. Z Něrčinska odjeli 9. září, do Pekingu dorazili 18. října. Následujících několik let Songgotu v čchingské vládě vedl ruské záležitosti, včetně styků s ruskými úřady v Něrčinsku a Irkutsku.
V letech 1690, 1695 a 1695 se účastnil tažení proti Džúngarům. Roku 1701 odešel do výslužby. Zemřel ve vězení zřejmě roku 1703. Uvězněn byl kvůli podpoře následníka trůnu Jin-ženga, syna jeho neteře, proti frakci vedené Macim, která se orientovala na císařova osmého syna Jin-s’a.